# Abarta Coca-Cola Beverages
L’Abarta Coca-Cola Beverages est une entreprise fondée le 29 juillet 2017 comme une filiale du groupe familial Abarta basé à Pittsburgh en Pennsylvanie. C'est l'un des embouteilleurs les plus récemment créé de la Coca-Cola Company.

## Histoire

### 1951-2010: Un groupe familial avec des franchises
La société familiale Abarta a été en 1933 avec l'achat du journal The Bethlehem Globe.
La société familiale Abarta avait une franchise de distribution de Coca-Cola à partir de 1951 dans la région de Pittsburgh, Pennsylvanie. En 1963, Rolland Adams, fondateur d'Abarta, achète les deux embouteilleurs Bethlehem Coca-Cola et Pittsburgh Coca-Cola. Il achète aussi la Coca-Cola Bottling Companies of Lehigh Valley. La même année, Abarta achète le quotidien The Press of Atlantic City.
En 1971, Abarta achète l'embouteilleur Coca-Cola de Cleveland.
En 1980, Abarta achète l'embouteilleur Coca-Cola de Buffalo, New York. Abarta aurait vendu sa franchise Coca-Cola de Pittsburgh en 1983.
En 1991, Abarta vend ses actifs de presse The Press of Atlantic City et The Bethlehem Globe à Berkshire Hathaway. Le groupe de presse sera rebaptisé The Atlantic City Press en 2013 .
En 1993, Abarta achète l'embouteilleur Coca-Cola de Cheshire (Ohio). L'entreprise familiale s'est diversifiée avec Kahiki Foods à Columbus et Abarta Energy à Pittsburgh, spécialisée dans le gaz et l'essence.
En 1997 dans l'Aire métropolitaine d'Allentown-Bethlehem-Easton une singularité du système Coca-Cola est mis en lumière par la presse locale. la zone compte deux usines Coca-Cola, l'une est la Coca-Cola Bottling Co of Lehigh Valley, une des franchises détenues par le group Abarta, l'autre la Coca-Cola Lehigh Valley Syrup Plant est une usine de concentrée détenue par la Coca-Cola Company of Atlanta fraichement construite.
En 2010, Coca-Cola Refreshments achète l'ensemble des activités nord-américaines de Coca-Cola Enterprises, soit près de 85 % du territoire.

### 2017: Création d'Abarta Coca-Cola
En 2016, à la suite de l'annonce d'une revente de ses implantations par la Coca-Cola Company, le groupe Abarta fonde le 29 juillet 2017 la société Abarta Coca-Cola Beverages pour les régions de Pennsylvanie, de l'Ohio et de Virginie Occidentale,,. L'entreprise récupère 12 centres de distributions en Pennsylvanie dont Harrisburg, Lancaster, Reading, Pittsburgh/Houston, Pa., Greensburg, Erie, Ebensburg, DuBois, Milto, Mount Pocono,  Allentown, Downingtown mais aussi Cleveland (Ohio) et Fairmont en Virginie Occidentale,.